# Hasanabad (Takab)
Hasanabad – wieś w Iranie, w ostanie Azerbejdżan Zachodni, w szahrestanie Takab. W 2006 roku liczyła 1467 mieszkańców.